# Mineralguss
Mineralguss bezeichnet sowohl das Fertigungsverfahren, als auch das Endprodukt, ein Polymerbeton bzw. Reaktionsharzbeton, der aus mineralischen Füllstoffen wie Quarzkies, Quarzsand und Gesteinsmehl und einem geringen Anteil Epoxid-Binder besteht. Das Material wird angemischt und in Gießformen aus Holz, Stahl oder Kunststoff vergossen. Während des Gießvorgangs wird die Form gerüttelt, um das Gemisch zu verdichten und zu entlüften. Nach wenigen Stunden kann das Teil entformt werden und ist montagefertig. 
Im Englischen werden die Bezeichnungen „mineral casting“, „polymer concrete“ oder „epoxy granite“ verwendet. 

## Verwendung
Mineralguss wird im Maschinenbau seit Ende der 1970er Jahre als Alternative zu Grauguss und zu Schweißkonstruktionen eingesetzt. Trotz technischer und ökonomischer Vorteile setzt er sich nur zögerlich durch. Die meisten Anwendungen sind im Bau von Maschinengestellen und von Messtischen zu finden, wo die guten Dämpfungseigenschaften und die Temperaturstabilität zusammen mit der großen Gestaltungsfreiheit und den Kostenvorteilen voll zum Tragen kommen. Das Gewicht der Teile reicht von wenigen Kilogramm bis weit über 10 Tonnen. Neben dem Maschinenbau gibt es auch Anwendungen im Anlagenbau und in der Bauindustrie.

## Zusammensetzung

### Füllstoffe
Füllstoffe, auch Zuschläge genannt, bilden je nach Rezeptur 80 bis über 90 % des Volumens. Es können natürliche und künstliche Stoffe von unterschiedlicher Korngröße verwendet werden, vorwiegend Kies von Hartgesteinen. Da die Mineralgusseigenschaften durch die Eigenschaften der Füllstoffe und die Rezeptur, also die Anteile der Füllstoffe und des Harzes, bestimmt sind, bestehen spezifische Anforderungen an deren Dichte, Zugfestigkeit und Druckfestigkeit, den E-Modul, den thermischen Ausdehnungskoeffizienten und die Wärmeleitfähigkeit.
Teilweise werden den Füllstoffen nichtmineralische Zusätze (Stahl, Glas) beispielsweise in Faserform beigemischt. Da sie je nach Material, Form und Volumenanteil die Verarbeitungs- und Gebrauchseigenschaften auch negativ beeinflussen, gibt es keine eindeutigen Optimierungskriterien.
Die Größe und Zusammensetzung der Füllstoffe und die herzustellenden Formen beeinflussen sich gegenseitig. Je größer der Bindemittelanteil, desto flüssiger wird der Mineralguss und desto besser lässt sich dieser vergießen. Gegenläufig dazu sinken die mechanischen Eigenschaften des Mineralgusses mit steigendem Bindemittelanteil. Um eine gute Kompaktierung und Homogenität des Materials zu erreichen, müssen die kleinsten Wandstärken ein Mehrfaches der maximalen Füllstoffkorngröße betragen.

### Bindemittel
Bindemittel, auch Matrix genannt, besteht aus Harz und Härter und bildet von unter 10 bis zu 20 % des Volumens. Die meistbenutzten Harze sind Epoxide. Gegenüber Methacrylatharzen und ungesättigten Polyesterharzen weisen sie geringere Volumenschwindung und längere Topfzeit auf. Das Bindemittel dient auch als Schmiermittel während der Verarbeitung. Zwischen Füllstoff und Bindemittel darf keine chemische Reaktion stattfinden. Gussteile aus Epoxidharzen sind nicht geeignet für längere Betriebstemperaturen über 100 °C.

## Materialeigenschaften
- Sehr gute Dämpfungseigenschaften im Vergleich zu Stahl oder Grauguss: Mineralguss dämpft die Schwingungen 6- bis 10-mal schneller als Grauguss (je nach Gestaltung der Bauteile, des verwendeten Mineralgussrezeptes und der äußeren Einflüsse)
- Geringe Wärmeleitfähigkeit, hohe Wärmekapazität – Mineralgussteile reagieren nur sehr langsam auf Temperaturänderungen, was die Maßgenauigkeit der Maschinen, resp. der darauf gefertigten Werkstücke verbessert
- Chemisch und mechanisch beständig gegen aggressive und abrasive Medien wie Öle, Laugen, Säuren und die üblichen Kühlschmierstoffe; keine Korrosion, aber hohe Empfindlichkeit gegenüber Lösemitteln, zum Beispiel Azeton.
- Kaltgießverfahren: Keine zusätzliche Wärmeeinführung nötig, geringer Energiebedarf
- Hohe Abformgenauigkeit, kleine Eigenspannung, geringer Schwund (0,03 %)
- Große Gestaltungsfreiheit
- Größere Bauteile können auch durch Klebverbindungen zusammengesetzt werden.
- Integration von vielen Maschinenelementen wie Lastanker, Hydraulik-, Kühlschmiermittel- und Elektroleitungen durch Eingießen.
- Entsorgung und Verwertung: Mineralguss ist chemisch inert und kann deponiert werden.
- Das Kaltgießverfahren ohne Nachbearbeitung benötigt eine präzise, wiederverwendbare Form, welche relativ hohe Initialkosten verursacht.
- Bei materialgerechter Auslegung und verfahrensgeeigneten Stückzahlen sind Mineralgussteile in montagefertigem Zustand bis zu 30 % günstiger als vergleichbare Schweißkonstruktionen oder Graugussteile.

## Optimierung der Eigenschaften
Im Gegensatz zum Bauwesen richtet sich die Dimensionierung anwendungsbedingt nicht nach der Festigkeit, sondern nach der Steifigkeit: Das Material wird weit unterhalb der Festigkeitsgrenze beansprucht. Da Festigkeit und Steifigkeit zu einem gewissen Grad korrelieren, verläuft die Materialoptimierung trotzdem ähnlich. Den größten Einfluss auf die Materialeigenschaften haben die Packungsdichte und die mechanischen Eigenschaften der Füllstoffe. Analog zu zementgebundenem Beton werden Kiesmischungen nach Sieblinien von Fuller und Thompson oder deren Weiterentwicklungen erstellt. Ziel dabei ist eine hohe Packungsdichte mit möglichst großen Körnern.
Der Epoxidanteil hängt direkt von der Packungsdichte ab. Der verbleibende Luftanteil beträgt wenige Volumenprozent und wird durch Vibration im Prozess reduziert.
Bei der Materialoptimierung müssen auch die Verarbeitungseigenschaften beachtet werden. Die Gebrauchseigenschaften können bei mangelhafter Verarbeitung erheblich schlechter ausfallen.

## Konstruktion
Mineralgussteile müssen wie Schweißkonstruktionen und Graugussteile nach bestimmten Regeln konstruiert werden. Im Gegensatz zu anderen Gießverfahren kann aufgrund der Formgenauigkeit, der Oberflächenqualität und dem Gießen bei Raumtemperatur in vielen Fällen eine Nachbearbeitung vermieden werden: Das Mineralgussteil kann direkt dem Funktionsteil entsprechen.

### Teilekonstruktion
Der Entwurf des Gussteils wird vorwiegend in 3D-CAD-Systemen konstruiert. Die Berechnung der Verformungen und Optimierung der Bauteilgeometrie erfolgt mittels der Finite-Elemente-Methode.

### Formkonstruktion
Parallel zur Konstruktion des Teils laufen der Formentwurf, die Formberechnung und die Formkonstruktion. Damit die geometrische Genauigkeit und hohe statische und dynamische Steifigkeit gewährleistet sind, müssen spezifische Konstruktionsregeln beachtet werden:
- Die Hauptfunktionsfläche liegt in der Gießform unten, um die Genauigkeit zu gewährleisten.
- Die Grundgeometrie wird aus einfachen Elementen entworfen; Gießformen werden meistens aus Platten hergestellt.
- Integrierte Maschinenteile (die Eingießteile wie Gewindeanker, Transportanker, Leitungen, Behälter) müssen maßgenau befestigt sein und dürfen den Materialfluss oder die Entlüftung der Form nicht behindern.
- Metallische Eingießteile wie Montageleisten für Führungsschienen sind in der Länge zu begrenzen, um unzulässige Spannungen zu verhindern.
- Das Gewicht kann durch verlorene Hohlzellen aus Schaumpolystyrol oder mithilfe von Kunststoffrohren reduziert werden.
- Die Entformungsschräge (Verjüngung) beträgt 1–5° pro Seite.
- Rezeptbedingt kann die Gießform zur Verdichtung auf einen Rütteltisch gestellt werden.

### Formentypen
Die Gießform wird aus Holz, Stahl, Aluminium, PVC, Silikon, Polyamid oder aus einer Kombination dieser Materialien hergestellt. Hauptkriterien für die Auswahl des geeigneten Formwerkstoffs sind:
- Anzahl der geplanten Abgüsse
- Geforderte Genauigkeit und Oberflächengüte des Mineralgussbauteils
- Größe, Gewicht
- Geplante Variantenfertigung
- Kosten und Zeit

Holzformen werden für Prototypen, in der Konstruktionsoptimierungsphase und für kleine Stückzahlen eingesetzt. Da Holz Feuchtigkeit aufnimmt und abgibt, resultieren Form- und Maßänderungen. Holzformen weisen eine relativ geringe Steifigkeit und hohen Verschleiß auf. Für Kleinserien werden deshalb auch Holzformen auf Stahl- oder Aluminiumplatten aufgebaut, um die Steifigkeit und Formgenauigkeit zu verbessern.
Bessere Eigenschaften weisen die teureren Stahlformen auf. Sie kommen aus finanziellen Gründen erst ab einer gewissen Stückzahl (>20 Abgüsse) in Frage.

## Fertigungsprozesse
Zur Herstellung von Mineralguss sind verschiedene Fertigungsprozesse erforderlich. Dazu zählen u. a. der Formenbau (auch: Werkzeugbau), dem wie bereits erwähnt der Bau einiger, weniger Prototypen vorausgehen kann, die Montage der Werkzeugteile zur fertigen Gießform, der eigentliche Gießprozess und die anschließende Entformung durch Demontage der Gießform.

### Montage von Gießformen
Die Formteile werden vor der Montage gereinigt und für das problemlose Entformen mit einem Trennmittel (Wachs) behandelt. Die lückenlose, dünne und gleichmäßige Wachsschicht wird mit einer Niederdruck-Spritzanlage aufgebracht. Auf die getrocknete Wachsschicht wird entweder Zwei-Komponenten-Polyurethanlack aufgesprüht oder ein sogenannter Gelcoat aufgestrichen. Dies ermöglicht die einwandfreie Trennung und bestimmt auch die Farbe des Gussteils.
Die Eingießteile werden entfettet, um die Haftung zu gewährleisten. Die meisten Eingießteile wie Gewindeanker und Stahlteile werden an die einzelnen Formplatten montiert. So vorbereitete Platten werden zusammengebaut und die restlichen Eingießteile, wie Erdung, Leitungen und Schläuche werden angebracht.

### Gießprozess
Mineralguss wird in einer Mischanlage aufbereitet. Zunächst werden Füllstoffe und Bindemittel je getrennt gemischt und kurz vor dem Gießen zusammengeführt. Die zusammengebaute Gießform wird auf einem Vibrationstisch befestigt, wenn eine externe Verdichtung nötig ist. Das Mineralgussgemisch wird aus einem Gießkessel unter ständiger Verdichtungsvibration in die Form gegossen.
Nach dem Gießen setzt die Aushärtung durch Polymerisation des Bindemittels selbständig ein. Die Aushärtung von Epoxidharz stellt eine exotherme Reaktion dar, bei der sich der Abguss auf eine Temperatur von maximal 55 °C erwärmt. Die Reaktionstemperatur variiert mit dem Anteil des Bindemittels und gegebenenfalls enthaltenen chemischen Zusätzen und sollte so gering wie möglich gehalten werden. Höhere Reaktionstemperaturen bewirken eine stärkere Schwindung und erhöhte Spannungen im fertigen Bauteil. Die Aushärtezeit hängt von der Form und dem Gewicht des Bauteils ab.

### Demontage von Gussformen
Nach der Aushärtung wird die Gussform demontiert.Zur Fertigstellung werden die Gussteile geputzt, störende Kanten abgeschliffen, die Poren gefüllt und die Fertigungskontrolle durchgeführt.

### Weiterverwertung, Recycling von Mineralguss
Mineralguss kann in der Regel wie üblicher Bauschutt gehandhabt werden. Dies beruht auf dem hohen Mineralienanteil und der gegenüber der Umwelt ungefährlichen ausgehärteten Harzverbindung. Mineralgussbauteilen können auf üblichen Anlagen geschreddert und als Füllstoff eingesetzt werden.